# Nintendo 3DS
O Nintendo 3DS (ニンテンドー3DS, Nintendō Surī Dī Esu, abreviado como 3DS) é um console portátil de oitava geração produzido pela Nintendo e lançado em 2011, sucessor do Nintendo DS. Seus principais recursos são a capacidade de produzir imagens em três dimensões sem óculos especiais e a retrocompatibilidade com títulos dos portáteis antecessores Nintendo DS e DSi. Seu principal concorrente foi o PlayStation Vita da Sony.
O console tem a capacidade de executar jogos e aplicativos com efeitos 3D estereoscópicos sem o uso de um óculos 3D ou acessórios adicionais. O Nintendo 3DS possui novas conexões, como a introdução do StreetPass e o SpotPass, ambos sendo utilizados com uma conta Nintendo Network; recursos de realidade aumentada que utilizam suas câmeras 3D externas; Virtual Console, que permite que os usuários baixem e joguem títulos originalmente lançados em videogames mais antigos, adição de sensores e botões para complementar a jogatina e novos aplicativos. Entre os aplicativos pré-instalados, inclui uma loja de distribuição online de jogos chamada Nintendo eShop; um serviço de rede social chamado Miiverse (encerrado em 2017); um Navegador de Internet; um aplicativo de mensagens chamado Swapnote (conhecido como Nintendo Letter Box na Europa e Austrália); e Mii Maker, um criador de avatares.
O portátil tem um direcional analógico localizado acima do direcional digital e tela superior de 3,5 polegadas com resolução de 800x240 pixels em modo normal e 400x240 pixels (WQVGA) com o 3D ativado e tela inferior com a resolução de 320x240 pixels (QVGA), além de adição de sensores de acelerômetro e giroscópio. Os primeiros detalhes foram revelados durante a Electronic Entertainment Expo de junho de 2010. Tanto no Brasil como em Portugal, foi o primeiro console da empresa a ser integralmente traduzido ao português local.
O 3DS recebeu vários modelos ao longo de sua vida. O Nintendo 3DS XL, um modelo maior, foi lançado pela primeira vez no Japão e na Europa em julho de 2012, com uma tela 90% maior. Uma versão de entrada e mais barata do console, o Nintendo 2DS, com o design reto, não dobrável e sem a funcionalidade 3D, foi lançado nos mercados ocidentais em outubro de 2013. O New Nintendo 3DS possui uma CPU mais poderosa, um segundo analógico chamado C-Stick, botões adicionais, uma câmera melhorada e um suporte para Amiibos foi lançado pela primeira vez no Japão em outubro de 2014.
Após quase 10 anos do lançamento original, a família 3DS foi oficialmente descontinuada em setembro de 2020. Apesar de ter sido um console com baixas vendas, em decorrência à grande e rápida adoção de smartphones nesse período, ele ainda é considerado um sucesso com vários jogos aclamados pela crítica e ajudaram a Nintendo a se manter relevante na indústria, apesar do baixo desempenho comercial do Wii U.

## Histórico
O Nintendo 3DS foi oficialmente anunciado em 23 de março de 2010. Nessa data, a Nintendo apenas divulgou que esse seria o real sucessor do Nintendo DS e que mostraria imagens em 3D sem a necessidade de óculos especiais. Foi durante a E3 de 2010 que a Nintendo divulgou as primeiras imagens do aparelho. As pessoas presentes puderam testar demonstrações do console.
Em setembro de 2020, a Nintendo anunciou que parou a 100% a produção da consola 3DS.

### Lançamento
No Japão, foi lançado em 26 de fevereiro de 2011, esgotando os estoques logo no primeiro dia. Nos países europeus, começou a ser comercializado em 25 de março, dois dias antes do lançamento norte-americano, seguido pela Austrália, no dia 31. O portátil é distribuído oficialmente no Brasil desde 9 de julho de 2011 pelo preço de R$ 799,00. O console apareceu no país duas semanas antes do lançamento estadunidense na feira Gameworld e já foi homologado pela Anatel.

### Embaixadores
Após baixos índices de venda, a Nintendo cortou o preço do portátil em mais de 30% em 12 de agosto, menos de seis meses depois do lançamento. Para compensar os que já o haviam comprado, contudo, foram-lhes oferecidos por download dez jogos de NES, disponíveis antes do público geral, em 31 de agosto, e outros dez de Game Boy Advance, exclusivos aos ditos "embaixadores" e que puderam ser baixados a partir de 16 de dezembro de 2011.

### Descontinuação
Em 17 de setembro de 2020 a Nintendo informou o público que iria parar de fabricar o Nintendo 3DS.
Em outubro de 2023, a Nintendo anunciou o encerramento dos serviços online do Nintendo 3DS e Wii U em abril de 2024.

## Tecnologia
O Nintendo 3DS usa uma tela com tecnologia que permite ver imagens em 3D sem óculos, que envia duas imagens com ângulos ligeiramente diferentes para cada olho, causando um efeito chamado auto estereoscopia. Esse efeito ocorre quando enxergamos duas imagens idênticas ligeiramente deslocadas, porém em pontos estratégicos. Ao juntar essas duas imagens, o cérebro forma uma terceira imagem, a qual nos dará a sensação de tridimensionalidade. O efeito 3D gerado será de profundidade e de tridimensionalidade para fora da tela. O princípio do 3D do console da Nintendo está justamente na visão estereoscópica que ocorre com o efeito de paralaxe, que é uma forma de enganar o cérebro utilizando objetos de tamanhos diferentes e com velocidades diferentes para criar um aspecto de profundidade. O uso 3D do portátil não é recomendado para crianças menores de 7 anos por atrapalhar o desenvolvimento da retina, porém o uso da funcionalidade de controle dos pais permite o bloqueio do 3D. Além disso, o portátil conta com um controlador da intensidade de 3D, que permite aumentar ou diminuir o grau de efeito 3D até deixá-lo nulo, em 2D.
O console também possui um botão direcional deslizante que permite navegar, de forma confortável, para frente, trás, direita, esquerda e qualquer diagonal. Também inclui um acelerômetro e um giroscópio que permitem detectar movimentos do portátil.
Apesar de parecer simples é bem complexa, por isso não é tão comum vermos tecnologias usando essa mesma ideia.

## Outros Modelos

### Nintendo 3DS XL

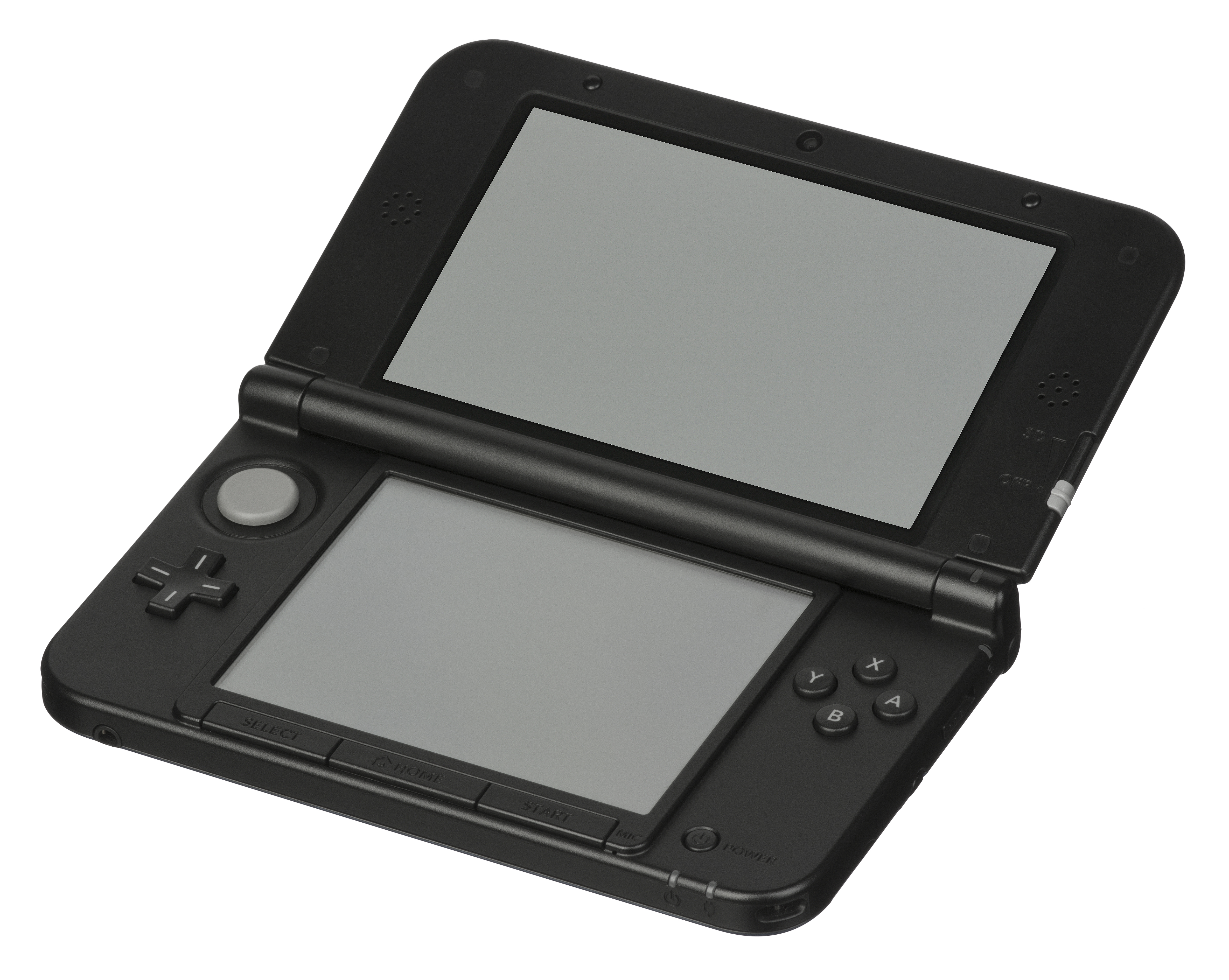
O Nintendo 3DS XL

O Nintendo 3DS XL (Nintendo 3DS LL no Japão) foi lançado em 28 de julho de 2012 no Japão com o preço de ¥ 18 900, na América do Norte em 19 de agosto com o preço de US$ 199,99.
Ele é um redesign com tela maior e todas as funcionalidades do original. Suas vantagens quando comparado ao Nintendo 3DS são uma tela até 90% maior (com 4,88" na tela superior e 3,53" na inferior) e melhor tempo de funcionamento da bateria.

### Nintendo 2DS

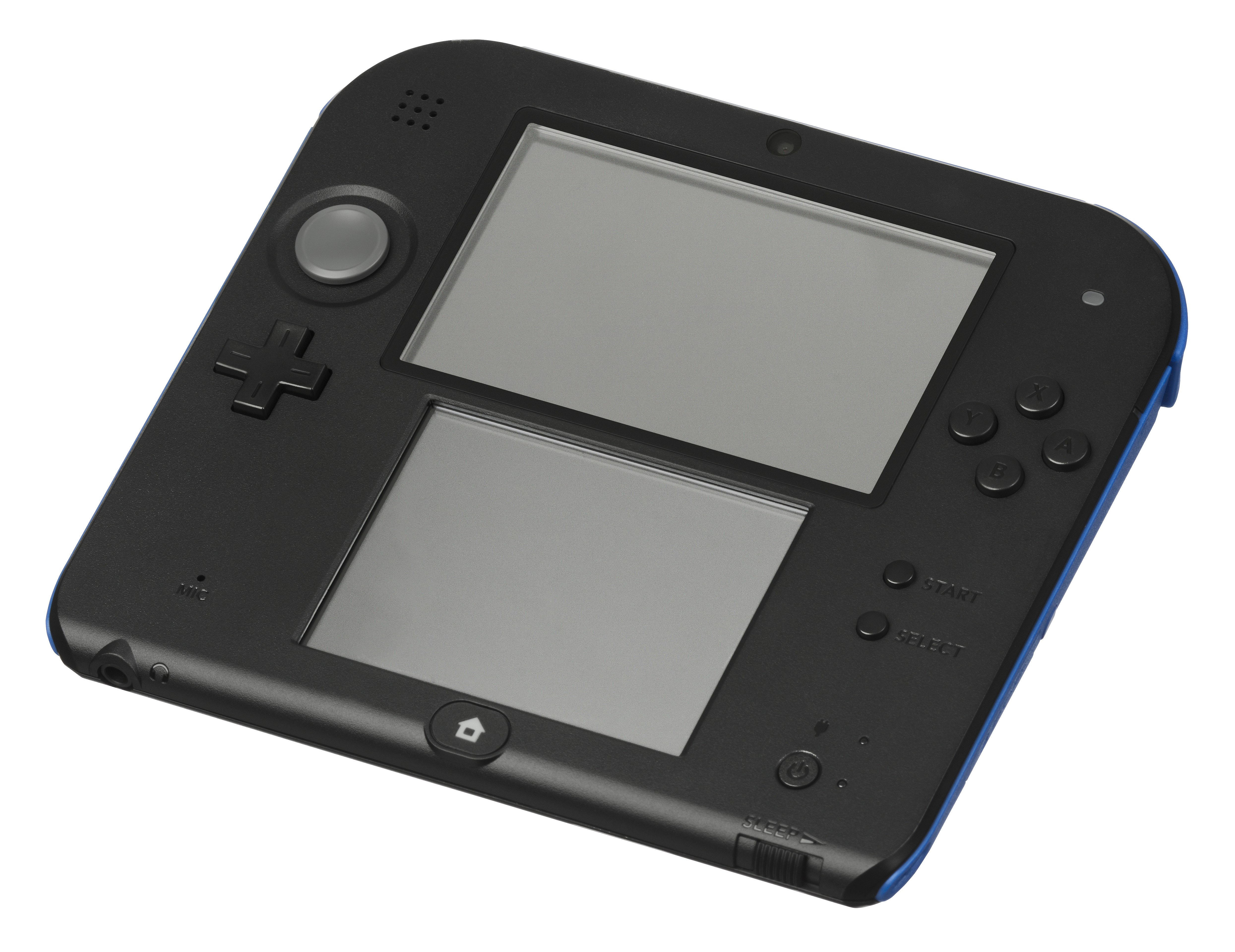
O Nintendo 2DS

O Nintendo 2DS foi lançado em 12 de outubro de 2013 na América do Norte e na Europa ao preço de US$ 129,99, coincidindo na mesma data de lançamento do jogo Pokémon X e Y, é o redesign do Nintendo 3DS com o mesmo hardware mas mais barato e resistente, pois é feito com materiais mais baratos, mas que não deixam de ser de boa qualidade. É mais barato que o 3DS original e não possui 3D por estereoscopia, é montado em uma peça única onde não é possível dobrá-lo, e somente tem uma saída de áudio (mono).

### New Nintendo 3DS e New Nintendo 3DS XL

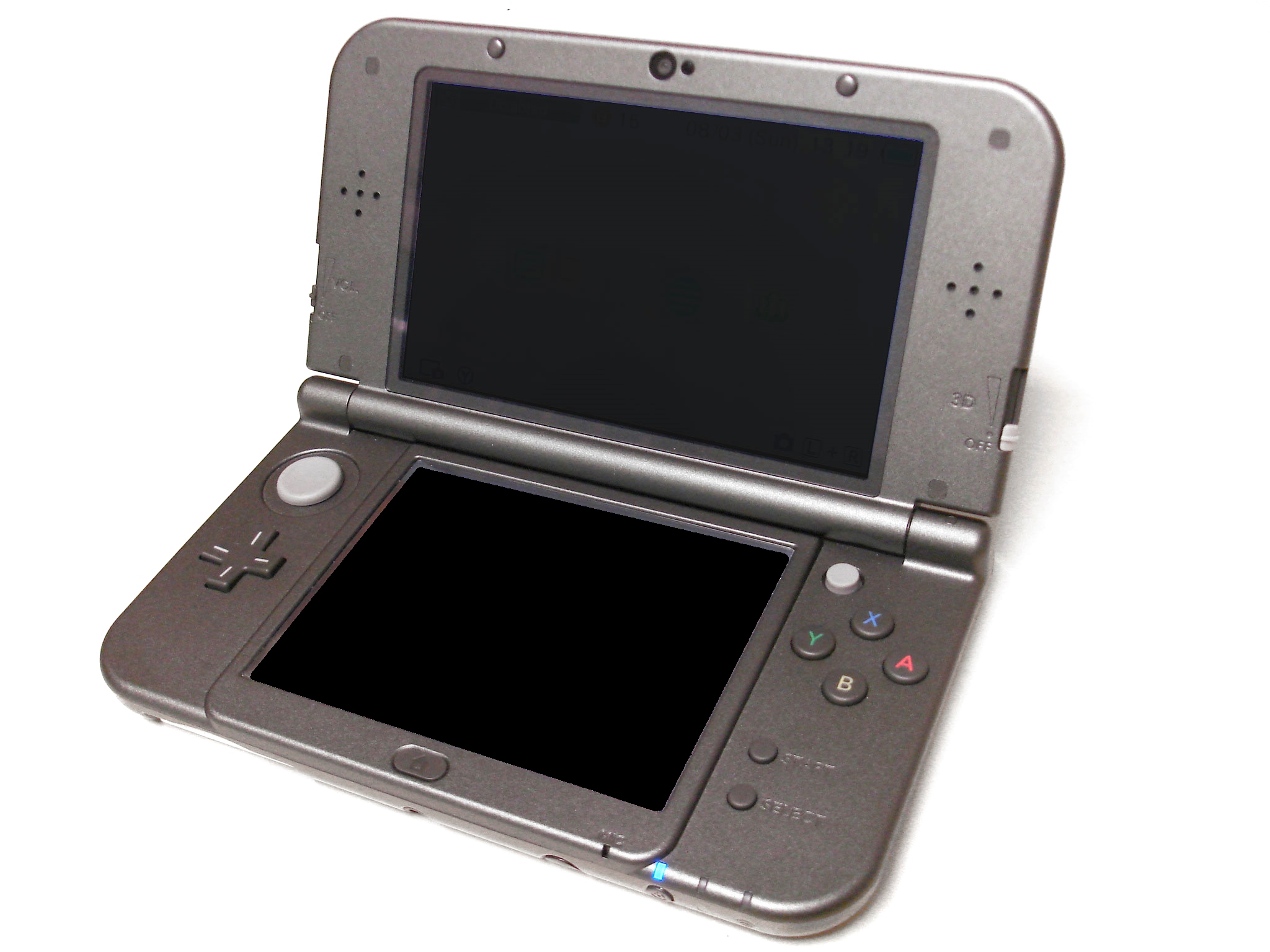
O New Nintendo 3DS XL

A Nintendo anunciou no dia 29 de agosto de 2014 novos consoles portáteis com o nome de New Nintendo 3DS e sua versão estendia New Nintendo 3DS XL (New Nintendo 3DS LL no Japão). Foram lançados no Japão em 11 outubro de 2014 e na América do Norte em 13 de fevereiro de 2015.
Eles têm os botões principais coloridos, dois novos botões traseiros, nova alavanca analógica, várias cores e capas trocáveis, suporte para Amiibos, além de melhorias no hardware referentes a performance como um processador com quatro núcleos. Devido a isto, alguns jogos serão exclusivos, não compatíveis com a primeira versão do Nintendo 3DS e suas variações.

### New Nintendo 2DS XL
A Nintendo anunciou em 27 de abril de 2017 o New Nintendo 2DS XL, foi lançado na América do Norte em 28 de julho de 2017, o modelo possui o mesmo formato flip do 3DS original, mesmo tamanho de tela do New 3DS XL, mas sem o recurso 3D, semelhante ao 2DS.

### Comparação
O quadro a seguir mostra diferenças de tamanho e preço entre o Nintendo 3DS, Nintendo 3DS XL, Nintendo 2DS, New Nintendo 3DS, New Nintendo 3DS XL e New Nintendo 2DS.
|                     | Nintendo 3DS        | Nintendo 3DS XL     | Nintendo 2DS        | New Nintendo 3DS | New Nintendo 3DS XL (LL) | New Nintendo 2DS XL |
| Comprimento         | 134,6 mm            | 155,9 mm            | 127 mm              | 142 mm           | 160 mm                   | 160 mm              |
| Espessura           | 20,3 mm             | 21,9 mm             | 20,3 mm             | 21,6 mm          | 21,5 mm                  | 20 mm               |
| Largura             | 73,6 mm             | 92,9 mm             | 144 mm              | 80,6 mm          | 93,5 mm                  | 86 mm               |
| Peso                | 226,7 g             | 340,19 g            | 260 g               | 253 g            | 329 g                    | 260 g               |
| Duração da bateria  | 3 - 5 h             | 3 - 6,5 h           |                     | 3,5 - 6 h        | 3,5 - 7 h                |                     |
| Tela superior       | 3,53"               | 4,88"               | 3,53"               | 3,88"            | 4,88"                    | 4,88"               |
| Tela inferior       | 3,02"               | 4,18"               | 3,02"               | 3,33"            | 4,18"                    | 4,18"               |
| Preço de lançamento | US$ 249,99 € 249,99 | US$ 199,99 € 199,99 | US$ 129,99 € 129,99 |                  | US$ 199,99               | US$ 149,99          |

No Brasil, oficialmente o Nintendo 3DS está à venda atualmente pelo preço de R$ 550,00 a 750,00 (com a garantia oficial da Nintendo por 1 ano, caso contrário, pode sair mais barato).